# 小林優香
小林 優香（こばやし ゆうか、1994年1月18日 - ）は、佐賀県鳥栖市出身の女子競輪選手、元自転車競技選手。日本競輪学校（当時。以下、競輪学校）第106期生。日本競輪選手会福岡支部所属、ホームバンクは久留米競輪場。

## 来歴
母親はバレーボールの元実業団選手 で、この影響を受けて自身も幼少の頃からバレーボールに取り組み、熊本市立必由館高等学校時代には2010年に行われた全国高等学校総合体育大会バレーボール競技大会（インターハイ）に出場した経験を持つ。
しかし、垂直跳びの記録が60cmを越す にもかかわらず、身長が164cmとバレーボール選手としては小柄なためポジションは跳躍力をさほど必要としないセッターやリベロに限られていた。このことが当人には不満で、中学を卒業した時点でバレーボールには限界を感じていた が、高校そして短大と、いずれもバレーボール部での活動を前提にした推薦入学が決まっていたことから、その後も活動を続けていた。
2012年、たまたまテレビで見たというロンドンオリンピック・男子チームスプリントに魅了され、ガールズケイリンを志望することを決意。佐賀女子短期大学在学中に競輪学校を受験し、同年12月20日、競輪学校第106回適性試験に合格。

### 競輪学校時代
競輪学校では、200mフライングダッシュ、400mフライングダッシュ、1000mタイムトライアル、2000mタイムトライアルの4種目（女子の場合）について随時計測することになっているが、入学直後の2013年5月に行われた試走記録会で競輪学校の最高基準（A基準）タイムを全て上回り、女子生徒として初のゴールデンキャップを獲得した。さらに同年7月に行われた第一回記録会、同年9月に行われた第二回記録会 でも全て上回り、男女通じて史上初となる3回連続のゴールデンキャップ獲得を果たした。
これを受け、同期の石井貴子とともに通常の競輪競走における訓練とは別に、オリンピック種目であるチームスプリントを行うよう勧められ、同年10月に立川競輪場で行われた第68回国民体育大会のエキシビションレースに出場。400m周長の日本記録を更新する56秒333をマークした。
その後、石井とともに日本ナショナルチーム入りが決まり、2014年2月下旬に行われたトラックレース世界選手権出場を果たした。
2014年3月に競輪学校を卒業。卒業記念レース決勝戦では石井に優勝をさらわれ3位だったが、在校競走成績は58戦50勝の成績を挙げ第1位となった。

### 競輪選手として
2014年5月16日、岸和田競輪場でデビュー戦を迎え、2着の増茂るるこに6車身の差をつけて勝利。その後も連勝街道を続け、出走した岸和田、京王閣、松山、名古屋の各競輪場では全て完全優勝。同年7月18日に行われた青森での一戦に勝利し、石井寛子と並んでいたデビュー以来の無敗記録を更新する13連勝を樹立。さらに19日、そして決勝戦が行われた20日も勝利し、加瀬加奈子と並ぶ15連勝をマークした。8月8日、9日に行われた第1回ガールズケイリンフェスティバル（松戸競輪場）でも連勝。加瀬と並んでいた連勝記録を更新し、初代優勝者となった。その後も連勝を続けたが、9月1日、西武園決勝で梶田舞に敗れデビューからの連勝記録は22でストップした。
同年9月14日、ガールズケイリンコレクション前橋ステージで優勝。この結果、同年12月28日に岸和田競輪場で行われるガールズグランプリ2014の出場をデビューから僅か半年という早さで確定させた。その後も快進撃を続け、ガールズグランプリ2014までに再び22連勝を記録。しかし、年末の大一番であるガールズグランプリ2014では本命に推されたものの、捲り不発で梶田、加瀬に続く3着に沈み46戦目で初めて連対を逃してしまった。
なお、この年2回記録した22連勝は、2017年に梶田舞に抜かれるまでガールズケイリン記録であった。また、同年は46戦44勝、年間勝率9割5分6厘5毛という驚異的な記録を残した（男子は2022年に脇本雄太が記録した、8割0分9厘5毛）。ちなみに梶田舞は2017年3月7日に24連勝を記録するが、同じ開催で小林も斡旋されており、翌8日の決勝では、逆に自身が梶田の連勝記録を止めた（2022年時点では児玉碧衣の34連勝がガールズケイリン記録）。
2015年も年明けから4場所連続完全優勝をしていたが、3月の四日市競輪場の予選初日に奈良岡彩子に敗れ、デビュー以来続けていた予選連勝記録が37勝（19場所）で途切れた。5月には別府競輪場で開催された全日本プロ選手権自転車競技大会中に行われたエキシビションレースで競輪学校時代も含めた自身初の落車転倒を経験する。3月・6月のガールズケイリンコレクション、8月のガールズケイリンフェスティバルと優勝、9月のガールズケイリンコレクションは石井貴子に敗れたが、年末のガールズグランプリで優勝。同年の年間獲得賞金を29,767,000円とし、自身初の賞金女王となった。なお、この金額は男子も含めた全競輪選手2380人中35位に位置する。
2016年は3月のガールズケイリンコレクション名古屋ステージで他の選手を落車させたため過失走行により失格と判定され、また小林自身も落車し意識不明のまま病院に搬送されたが大事には至らなかった。この負傷によりその後の3月開催のレースをすべて欠場することになり、デビューした2014年5月以降続いていた月別優勝が22ヶ月連続で終了した。同年4月、UCI承認トラックチーム「Dream Seeker」に、発足メンバーとして参加（代表は新田祐大）。5月の同静岡ステージでは発走直後に左肩を脱臼するアクシデントに見舞われたものの2角捲りを決めて優勝した。その後は海外遠征先の台湾でも落車したため骨の移植手術を受けたことから、リハビリに専念するためレースは長期欠場したが、同年11月の久留米競輪場でのFI競走から復帰し、3日間とも1着で優勝した。2016年の獲得賞金額は7,528,600円であった。
2017年は減量に励み、体重は20キロ落として65キロとしたほか、後輩の太田りゆ（112期）とともに日本自転車競技連盟からトラックレース短距離女子エリート強化指定選手として指定された ため主にナショナルチームとしての活動（競技）に重きを置いたこともあり、伊豆の修善寺に住居を構えて活動拠点として練習を続けた。また、6月のアメリカでのケイリンレースで優勝するなど海外遠征も増やしたことからガールズケイリンの出走回数は年間で僅か40走に留まったが、1着36回（うち優勝10回、そのうちの1回はガールズケイリンフェスティバル）、2着4回と全てのレースで連対し、年間獲得賞金は10,076,000円であった。
デビュー以来2017年末までで193走し、1着176回（勝率91.2%）、2着8回、3着4回、着外1回、棄権2回、失格3回。優勝は56回という成績を残している。
2018年も引き続きナショナルチームとしての活動に重きを置いたことからガールズケイリンの出走回数は抑え、年初から主に海外のレースに参戦。そのため同年のガールズケイリン初出走は前走から4ヶ月空いた3月のガールズケイリンコレクシュン松山ステージとなった が、最後の直線で捲り追い込みを決めて優勝、ガールズケイリンコレクション最多となる5回目の優勝を飾った。その後もガールズケイリンは月1回の斡旋に抑えられた中で、7月のガールズケイリンフェスティバル（松戸）決勝で落車し負傷する（レースは失格）。それ以降は治療と競技に専念したため2018年のガールズケイリンはガールズケイリンフェスティバルまでの僅か8走（1着5回、2着1回、3着1回、失格1回）に留まったが、競技では12月2日（現地時間）に行われたワールドカップ2018-2019の3戦目・ベルリン大会女子ケイリンにおいて3着となり、短距離種目としては日本人女子で初めて銅メダルを獲得し表彰台に上った。
2019年も前年同様、初戦は3月のガールズケイリンコレクション大垣ステージとなったが、捲った妹弟子の児玉碧衣を更に捲って1着となり、ガールズケイリンコレクション最多優勝記録を更新する6回目の優勝を果たした。4月28日、伊東温泉競輪場で開催された『国際自転車トラック競技支援競輪』（GIII）の最終日第9レース『ガールズケイリンインターナショナル2019』にて、ロリーヌ・ファンリーセン、マチルド・グロといった強豪選手を抑え優勝。ただ、競技優先のためガールズケイリンの出走機会が少なく獲得賞金額も少なかったことから年末のガールズグランプリに出場するためには競輪祭前半3日間で行われるグランプリトライアルでの優勝が必須であった中で（かつ、その直後にワールドカップが控えるというタイトなスケジュールの中でもあった）、トパーズ（A組）で優勝を果たしガールズグランプリ2019の出場権を獲得。ガールズグランプリには優勝した2015年以来4年ぶりに出場するも、同郷の妹弟子である児玉碧衣に捲られ3着に終わった。同年は13走のみであったが1着11回3着2回と全て車券に絡み、600万円ほどで終えた（グランプリトライアルが終了した11月21日時点での獲得賞金額は546万7000円）。
2021年5月16日、UCIトラック・ネーションズカップ香港大会女子ケイリンで李慧詩を下し優勝、金メダルを獲得。日本人女子として、国際自転車競技連合（UCI）が主催する国際大会のケイリンでは史上初の金メダル獲得であった。だが、8月の東京オリンピックでは、自転車トラック女子ケイリンに出場も準々決勝で6着敗退、また女子スプリントでは予選の200mタイムトライアルで10秒711の日本新をマークし1回戦を敗者復活戦で勝ち進んだが、2回戦の敗者復活戦で敗退した。オリンピック終了後は一旦ガールズケイリンに重点を置き、同年末のガールズグランプリ出場を目指して11月のグランプリトライアルに出場。獲得賞金額では出場不可能なため、出場するには優勝しかない中でグループA（アメジスト）で優勝し、賞金ランキング100位（535万円）ながらグランプリ出場権を獲得した。なお、自転車競技については、この時点ではそのまま継続し、次のパリオリンピック（2024年）も目指す意向であった。
2022年5月15日（現地時間）、カナダ・ミルトンで行われた2022UCIトラックネーションズカップ第2戦・最終日（4日目）の女子ケイリン決勝戦で落車棄権するも上位選手の降着により3着となり、銅メダルを獲得（同レースは2着に繰り上がった佐藤水菜が銀メダルを獲得）。だが、その後国内では「ALL GIRL'S 10th Anniversary」（平塚）やガールズケイリンフェスティバル（玉野）に出場したものの、体調が思わしくなく、特にガールズケイリンフェスティバルでは初日予選6着と惨敗したこともあり途中欠場した。のちの精密検査の結果、仙骨の骨折などが判明したことで、これ以上はナショナルチームでの高度なトレーニングができないと判断し、7月限りで代表引退を決意。9月4日、ナショナルチームを引退することを正式に表明、以降はガールズケイリンに専念することとなった。その後しばらくは治療に専念したが、10月9日からの佐世保FII（ナイター）で競走に復帰、3日間とも1着の完全優勝で復帰戦を飾った。
2023年10月2日、第1回オールガールズクラシック（松戸）初日第8レース（予選）で5着となり、通算取得賞金額が1億2600円となり、ガールズケイリンでは史上13人目となる1億円を突破した（デビューから335走目）。
2024年4月10日、小倉FII（ミッドナイト）初日第2レース（予選１）で1着となり、通算300勝を達成。

## 人物
スポーツ新聞等のメディアでは、その勝率の高さから「怪物少女」「怪物」「絶対女王」などと形容されることが多い。
先行から押し切るレーススタイルと、突進していく様なフォームから、ファンからは「イノシシガール」、「イノシシ娘」と呼ばれている。
太ももの周長は68.5cm。
レッグプレスは最大500kgで筋肉トレーニングを行なっている。

## 主な獲得タイトルと記録
- 2014年 - ガールズケイリンコレクション2014 前橋ステージ（前橋競輪場）、ガールズケイリンフェスティバル（松戸競輪場）
- 2015年 - ガールズケイリンコレクション2015 京王閣ステージ（京王閣競輪場）・岸和田ステージ（岸和田競輪場）、ガールズケイリンフェスティバル2015（函館競輪場）、ガールズグランプリ2015（京王閣競輪場）
- 2016年 - ガールズケイリンコレクション2016 静岡ステージ（静岡競輪場）
- 2017年 - ガールズケイリンフェスティバル2017（伊東温泉競輪場）
- 2018年 - ガールズケイリンコレクション2018 松山ステージ（松山競輪場）
- 2019年 - ガールズケイリンコレクション2019 大垣ステージ（大垣競輪場）、ガールズグランプリトライアル2019（小倉競輪場）
- 2021年 - ガールズグランプリトライアル2021（小倉競輪場）
- 年間賞金女王1回 - 2015年
- 最多連勝記録 - 22（2014年に2回）※2022年時点では児玉碧衣の34連勝
- 最多連続優勝 - 12開催（2015年1月12日 - 同年7月1日※ガールズケイリンコレクション2015京王閣ステージ・岸和田ステージも含む）※児玉碧衣とタイ記録
- 年間最高勝率 - 9割5分6厘5毛（46戦44勝。2014年）
- 通算300勝達成 - 2024年4月10日、小倉FII初日第2レース

## TV出演等
- 『スポーツジャングル』（2016年6月13日、2016年6月20日　フジテレビ）
- 『アスリートの魂 誰にも前は走らせない 自転車ケイリン 小林優香』（2015年2月23日 NHK BS1）
- 『BOOMER』#48 KEIRIN GIRLS / File14 小林優香（J SPORTS）
- 『BOOMER』#65 KEIRIN GIRLS / File31 小林優香（J SPORTS）
- 『天才てれびくんYOU』（2017年4月5日 NHK Eテレ）[36]
- 『嵐にしやがれ』（2017年6月3日 日本テレビ） - 大雨の中、陸上競技用400mトラックで二宮和也が操縦するラジコンカーとの競走で対決[37]。
- プロ野球始球式登板 - ソフトバンク対中日戦（2016年5月31日、福岡 ヤフオク!ドーム）[38]、ソフトバンク対広島2回戦（2022年5月28日、福岡PayPayドーム）[39]

## 関連記事
- スポーツ無敗記録一覧
- ブノワ・ベトゥ Benoît Vêtu